# Łagołowo
Łagołowo (ros. Лаголово) – wieś (dieriewnia) w Rosji, w obwodzie leningradzkim, w rejonie łomonosowskim. W 2010 liczyła 3569 mieszkańców.